# 2242 Balaton
2242 Balaton (1936 TG) là một tiểu hành tinh vành đai chính được phát hiện ngày 13 tháng 10 năm 1936 bởi Kulin, Gy. ở Budapest.
Tiểu hành tinh được đặt tên theo hồ Balaton ở Hungary.